# Carlos Antonio Muñoz
Carlos Antonio Muñoz Martínez (ur. 13 listopada 1964, zm. 26 grudnia 1993) – piłkarz ekwadorski grający na pozycji napastnika. Z 19 bramkami najlepszy strzelec ekwadorskiej Serie A w 1992 r. Uczestnik Copa America 1989 (rezerwowy), 1991 oraz 1993. W wieku 29 lat zginął w wypadku samochodowym.